# Архиепархия Самаринды
Архиепархия Самаринды (лат. Archidioecesis Samarindaensis) — архиепархия Римско-Католической церкви с центром в городе Самаринда, Индонезия. В митрополию Самаринды входят епархии Банджармасина, Палангкараи, Танджунгселора. Кафедральным собором архиепархии Самаринды является церковь Пресвятой Девы Марии в городе Самаринда.

## История
21 февраля 1955 года Римский папа Пий XII издал буллу «Quod Christus», которой учредил апостольский викариат Самаринды, выделив его из апостольского викариата Банджармасина (сегодня — Епархия Банджармасина).
3 января 1961 года Римский папа Иоанн XXIII издал буллу «Quod Christus», которой преобразовал апостольский викариат Самаринды в епархию. В этот же день епархия Самаринды в митрополию Понтианака.
22 декабря 2001 года епархия Самаринды передала часть своей территории новой епархии Танджунгселора.
4 января 2004 года Римский папа Иоанн Павел II издал буллу «Cum Ecclesia», которой возвёл епархию Самаринды в ранг архиепархии.

## Ординарии архиепархии
- епископ Jacques Henri Romeijn MSF[1](10.07.1955 — 11.02.1975);
  - вакансия (1975—1987);
- епископ Михаэль Корнелис Команс MSF (30.11.1987 — 6.05.1992);
- архиепископ Флорентин Сулуй Хаджанг Хау MSF (5.04.1993 — 18.07.2013);

архиепископ Юстинус Харджосусанто (с 16 февраля 2012 — по настоящее время).

## Источник
- Annuario Pontificio, Libreria Editrice Vaticana, Città del Vaticano, 2003, ISBN 88-209-7422-3
- Булла Quod Christus Архивная копия от 2 февраля 2020 на Wayback Machine, AAS 47 (1955), стр. 481  (лат.)
- Булла Quod Christus Архивная копия от 7 октября 2013 на Wayback Machine, AAS 53 (1961), p. 244  (лат.)
- Булла Cum Ecclesia Архивная копия от 23 октября 2012 на Wayback Machine  (лат.)